# Bystrá (district de Pelhřimov)
Pour l’article homonyme, voir Bystrá.
Bystrá (en allemand : Bistra) est une commune du district de Pelhřimov, dans la région de Vysočina, en République tchèque. Sa population s'élevait à 115 habitants en 2020.

## Géographie
Bystrá se trouve à 4 km au sud-sud-est du centre de Humpolec, à 14 km au nord-est de Pelhřimov, à 20 km au nord-ouest de Jihlava à 63 km au sud-est de Prague.
La commune est limitée par Humpolec au nord et à l'est, par Staré Bříště au sud et par Komorovice à l'ouest.

## Histoire
La première mention écrite de la localité date de 1226.

## Transports
Par la route, Bystrá se trouve à 6,5 km de Humpolec, à 15,3 km de Pelhřimov, à 24 km de Jihlava à 105 km de Prague.